# کریم فخراوی
کریم فخراوی (به عربی: الفخراوی) مشهور به عبدالکریم علی احمد فخراوی (۱۹۶۲-۲۰۱۱م)، یکی از شیعیان و از عناصر فرهنگی در بحرین که پس از دستگیری مأموران بحرینی و سعودی کشته شد.

## زندگی‌نامه
خانواده وی در اصل از بردستان شهرستان دیر از استان بوشهر ایران بودند، چندین نسل است که در بحرین زندگی می‌کنند. خود وی دیدگاه‌های انقلابی داشت و مورد شناخت شیعیان بحرین بود. وی یکی از بنیانگذاران روزنامه الواسط بحرین است. این روزنامه یکی از روزنامه‌های روشنگر بحرین است که در میان مردم شناخته شده‌است و جوایز زیادی را برنده شده‌است. فعالیتهای وی در عرصه فرهنگ تشیع بود و به کار نشر آثار شیعه می‌پرداخت و انتشارات بزرگی به نام انتشارات فخراوی (به عربی: مکتبة الفخراوی) داشت و به توزیع آنها میان مردمان بحرین و سایر شیعیان در عربستان و امارات و غیره می‌پرداخت.
وی پس از ۹ روز دستگیری توسط ماموران بحرینی در ۱۲ آوریل ۲۰۱۱ بر اثر شکنجه جان باخت و روز چهارشنبه ۲۳ فروردین ماه ۱۳۹۰ خورشیدی تشییع شد. یک هفته پیش از کشته‌شدنش در ۵ آوریل ۲۰۱۱ وی در مراجعه به اداره پلیس برای شکایت از تهدیدهای مکرر دستگیر می‌شود.
پلیس دلیل مرگ وی را نارسایی کلیه اعلام نمود اما در عکس‌های منتشر شده آثار ضرب شتم پلیس بر بدن او به خوبی مشهود بود. وی چهارمین کشته‌شده خیزش بحرین و دومین روزنامه‌نگار کشته‌شده این خیزش بود.

## فعالیت‌ها
- چاپ ترجمه کتابهایی از زبان فارسی از روحانیان ایرانی از جمله مرتضی مطهری به عربی در بحرین و اننتشار در بحرین و لبنان.
- تقویت کتابخانه‌های مساجد و حسینیه‌ها و مدارس بحرین و اهدای فراوان کتاب به مراکز مذکور.
- دعوت از مبلغان ایرانی برای رفتن به بحرین جهت اداره مجالس سوگواری در ایام عزا.